# レーダーミッション
『レーダーミッション』 (RADAR MISION) は、1990年10月23日に日本の任天堂から発売されたゲームボーイ用戦略シミュレーションゲーム。

## 概要
海戦ゲームを元にしたターン制ストラテジーゲームで、GAME-Aではプレイヤーが艦隊を指揮するリーダーとなって敵の配置を見抜いて攻撃するモード、GAME-Bではプレイヤーが潜水艦の乗組員となって、敵の艦隊（潜水艦、戦闘機、戦艦、巡洋艦など）を避けながら敵艦隊を攻撃するモードがある。また通信ケーブル使用により対人戦がプレイ可能。
2011年にニンテンドー3DS用のバーチャルコンソール対応ソフトとして配信された。

## システム
GAME-A
最初に自分の艦隊を配置し、レーダーで敵の艦隊を見抜きながら攻撃するモード。全3ステージ。自分の艦隊が全滅してしまうとゲームオーバーとなる。
GAME-B
潜水艦を操作し、レーダー画面で敵の艦隊の位置を調べたり、潜望鏡画面で魚雷や射撃砲で敵の艦隊を攻撃するモード。敵の潜水艦はバルカン砲や魚雷でも攻撃可能だが、敵の空母、戦艦、護衛艦、駆逐艦などは魚雷でしか攻撃できない。戦闘機は無敵の敵キャラなので回避する方法以外ない。全3ステージ。自分の潜水艦が撃沈されたり、自分の艦隊が全滅してしまうとゲームオーバーとなる。また全3ステージをクリアすると得点応じて、エンディングの演出が変わる。

## ストーリー
真夜中のことだった。僕のゲームボーイが突然、作動し始めた。"ピーピピッ"画面に出てきたのは、どこかの海軍の機密情報らしい。『……テキノ・カンタイ・セッキンチュウ……タダチニ・セントウタイセエヲ・トレ!!…………』よし、急いでスタートボタンを押した。すると現れ出た文字…『R・A・D・A・R・M・I・S・S・I・O・N』

## 移植版
| No. | タイトル           | 発売日                                       | 対応機種        | 開発元           | 発売元 | メディア                              | 型式                      | 備考 | 出典        |
| --- | ------------------ | -------------------------------------------- | --------------- | ---------------- | ------ | ------------------------------------- | ------------------------- | ---- | ----------- |
| 1   | レーダーミッション | 2011年6月6日 PAL 2011年6月23日 2011年10月5日 | ニンテンドー3DS | 任天堂開発第一部 | 任天堂 | ダウンロード （バーチャルコンソール） | DMG-AJJJ-JPN DMG-AF7P-EUR |      | [ 2 ] [ 3 ] |

## スタッフ
- 横井軍平
- 星野義明
- 前岩克知
- 宮本茂
- 清水隆雄
- 亀山雅之
- 今栄生
- 山本健誌
- かわぐちまさひろ

## 評価
ゲーム誌『ファミコン通信』の「クロスレビュー」では合計25点、『ファミリーコンピュータMagazine』の読者投票による「ゲーム通信簿」での評価は以下の通り18.67点（満30点）となっている。また、同雑誌1991年5月10日号特別付録の「ファミコンロムカセット オールカタログ」では、「1つに2つのゲームを入れたため、各ゲームとも1面しかないのが惜しい」と否定的に評価された。
| 項目 | キャラクタ | 音楽 | 操作性 | 熱中度 | お買得度 | オリジナリティ | 総合  |
| 得点 | 3.01       | 2.92 | 3.15   | 3.29   | 3.29     | 3.01           | 18.67 |

## 関連作品
- 『スティールダイバー』 - 2011年に任天堂より発売された3DSソフトで、本作の一部のシステムを継承したゲーム。